# Lostorage incited WIXOSS
《失憶煽動WIXOSS》（日语：ロストレージ インサイテッド ウィクロス）是J.C.STAFF製作的原創電視動畫。2016年10月起首播。
在動畫第12話尾段，宣告推出續篇《失憶融合WIXOSS》（Lostorage conflated WIXOSS），並從2018年4月起播出，前作《Selector》篇的主角們也再次登場。

## 概要
本作是Takara Tomy發行的交換卡片遊戲《WIXOSS》自2014年播出《selector》系列以來（《selector infected WIXOSS》及《selector spread WIXOSS》），全新的電視動畫系列。2016年4月16日，由擔任嘉賓的日本華納娛樂製作人川瀨浩平參加出席「WIXOSS 2週年紀念賞花大會」的活動上宣布動畫製作決定和首播時期的訊息。同年8月7日在活動『WIXOSS Summer Store』公布製作人員和聲優陣容。

## 登場人物

### 選擇者
水嶋清衣（聲：大西沙織）
容貌与前系列的LRIG“皮露露可”相同的女高中生selector，同样持有名为“皮露露可”的LRIG。
曾经与千夏和阪奈对战过，WIXOSS对战能力相当成熟。曾警告阪奈不要再深究WIXOSS对战的黑暗内幕，也警告千夏正视其WIXOSS对战的目标。
相当熟悉前系列WIXOSS对战和关于茧的事，并根据incited篇动画第9话可知，其就是前系列的LRIG“皮露露可”的原本人类。
conflated篇由于在incited篇中失去了部分对其非常重要的记忆和发现部分黑暗危险LRIG的存在，抱着要彻底终结WIXOSS对战而参与，并且邀请鈴子和Selector系列的露子协助其完成使命。
穗村鈴子（聲：橋本千波）
千夏的青梅竹馬，高中2年生。在小学低年级时居住过池袋，之后随父亲调职四处转学。在故事开篇时重新搬回池袋。
由于习惯需要四处转学的原因，促使自己留意周圍的狀況並克制自身的言行，而且由于刚从北海道回来而期初没能交到朋友，只有對於自己曾經唯一的摯友千夏的存在以及回憶有著過度的依存，一直保留兩人分別時贈別的掛飾。
在被千夏决裂时，为自己的软弱而迷茫，但被自己LRIG鼓励并回忆自己与千夏相识的经历后，意识要保护自己与千夏的关系。在白井被击败后，也被多娜所托要拯救千夏。
incited篇最终里见对被逼到走投无路的千夏下手时主动迎战，最终击败了里见，从对战中胜出，并且收集齐五个硬币，许愿永远记住莉露作为胜出的结果。由于千夏硬币不足，期限后失忆，只记得挂饰是最重要的朋友相送，铃子和千夏因此重新开始成为朋友关系。
森川千夏（聲：井口裕香）
鈴子的青梅竹馬，從小就是成績優秀、擅長運動的優等生。小时不知為何與性格文雅的鈴子很合得來，兩人總是在一起玩。對於鈴子憧憬自己的那份感情感到頗為自豪。
以前住在池袋的獨門獨院，但故事开篇三年前由于父亲公司倒闭而家道中落，被迫边打工赚取学费，边努力读书争取入学推荐。incited篇开始已被選為選擇者。起初由於不想浪费時間對戰而兩次敗北，之後由於wixoss的原因，導致學業、友誼出現危機，而且在家庭再次衰落的多重打擊下，記憶中鈴子對其的期望成為其思想負擔。最終轉變為專注於對戰和強硬的打法，並且在與墨田壯的對戰之後和鈴子重遇而表達和其決裂的意向。
为了证明自己要忘记与鈴子的记忆，和凑集学费，帮助里见红收编selector，性格也变得狡诈。但在帮里见的工作过程中，对自己放弃与铃子的关系，和与白井的关系逐渐出现动摇。在与铃子的对战中，被自己的LRIG点醒实际是自己嫉妒铃子开朗善于交往的性格，而希望想变强来束缚着铃子，认识到自己无法舍弃铃子而选择弃战，得到铃子的原谅。
incited篇，在铃子与里见的对决中，千夏将自己唯一的硬币给了铃子来战胜里见。到期限结束时，由于硬币不足，千夏失忆，只记得有个重要的朋友送的挂饰，铃子因此与其重新相识来重新开始朋友关系。
御影阪奈（聲：久保百合花）
高中1年級生，是鈴子轉學去的學校的低年級生，說話有先說一個單詞後再說出完整話語的口癖。
在身為學生的同時，還以自由遊戲作家的身份有著連載作品，卡牌遊戲的經驗也很豐富的戰鬥靈巧之人。對於selector戰鬥的構造有著純粹的興趣，為了了解其全貌而在各種方面展開調查。
在和雪野篝的對戰中，面對對方被快要擊敗而求饒的情况仍將其直接擊敗，而發現到完全敗北的人的人格會被LRIG的人格替換的現象。起初還是相當不解，但在和鈴子了解並在千夏與墨田壯的對戰中正式了解到這一情况的存在。曾经和清衣对战过并被警告不要再深究WIXOSS对战的内幕黑暗。
收集齐五枚金幣後許下了希望能看到弟弟去世的那一天的記憶，之後發現了是由于自己疏忽导致的真相，因而責備自己，之后其姐姐劝导其放下这个负担。由于已经胜出，之后退出了对战。
白井翔平（聲：菅原慎介）
與千夏在同一所高中，喜歡千夏。
不喜歡selector戰鬥，因為之前的戰鬥而傷害到鳴海勝的妹妹，有著恐懼的心態。起初认为能坚持到90天的期限，但是发现无法控制记忆丢失的内容而恐惧，被迫参与对战。对于千夏的改变十分震惊，曾尝试劝阻但并不成功。
incited篇在和莉緒的戰鬥中，雙方都只剩一枚硬幣，由于仍然不忍心伤害莉緒，最後選擇禮讓，被擊敗後被替換了人格。
里見紅（聲：中村悠一）
自稱「記錄者」(Bookmaker)的男子，有自己一套选择者的联系网络，从而借此安排不同的选择者进行对决，并且借此收集人们的信息，由於在網路上勢力龐大，甚至出現由他所指定的戰鬥絕對無法逃離的傳聞。性格目中無人且惡劣，其飄飄然的言行與經常發出詭異笑容的表情當中無法窺測其真意。
其实际人格也是LRIG，而且第二次成为selector，替代自己的selector的性格後，通过收集其他selector并使其战败导致LRIG替换其主人人格来释放LRIG到人类社会。
在incited篇動畫第12話，跟鈴子对战落败後，其肉身被LRIG狂歡節佔據和控制。
鳴海勝（聲：興津和幸）
與鈴子對戰的青年。
妹妹以前被捲入selector戰鬥而消失，因此即使對方是戰鬥對手，也不忍直視少女受傷的樣子。
此外，似乎理解失去全部硬幣之人將走上的末路。
與里見紅戰鬥時發現真相，知道了妹妹人格被替換前對戰的人就是里見紅，之後戰敗同樣的也被替換了人格，并被里见收编作为手下。
墨田壯（聲：間島淳司）
第一個與鈴子對戰的selector。
專門狩獵剛開始玩WIXOSS的初學者，並使用在戰鬥中恐嚇對手等卑劣而暴力的玩法。不過，由於只攻擊初學者的原因，其戰鬥水平並不高超，偶爾也會被本該被自己狩獵的初學者反殺。
由于总是對戰不順，甚至尋求里見来尋找合适的對決人，但最终在與千夏的對决中完全敗北，而被自己卡片LRIG的人格替代，并被里见收编作为手下。
雪野篝（聲：西明日香）
受到里见红指引下去挑战阪奈的selector，在与阪奈对战落败后被替換了人格。而由于其LRIG人格无法适应人类生活，感到重复乏味，最后遇到千夏并诉说后跳桥自杀。
小柴莉緒（聲：日岡夏美）
小学生selector。曾与鈴子、千夏对战，被千夏收编到里见的手上。
母亲早逝，所以愿望是通过忘记母亲的记忆来忽略其存在。
枫（配音：近藤里奈）
conflated篇开篇半年前曾经与清衣对战过的女孩，被自己的LRIG诱导黑化使用硬币技能攻击反而自灭，最后一刻才发现受骗但由于战败而人格消失，肉体被自己的LRIG占据而且性格变得狂热。

### LRIG角色卡片
莉露（聲：伊藤靜）
铃子的LRIG，屬性是赤。命名的由來是從千夏那裡得到的吉祥物。
讓鈴子心中最大的存在——千夏的記憶反映出來，並以此作為造型。性格和千夏相近。
理智而冷靜。在戰斗方面以確實的忠告引導著鈴子。
梅露（聲：金元壽子）
千夏的LRIG，屬性是綠。命名的由來是與鈴子同樣的吉祥物。
性格與千夏印象中的鈴子相似。
雖然看似一副悠哉的樣子，但偶爾也會展現出沒來由的怪異言辭以及好戰的一面。
無名氏（聲：井澤詩織）
阪奈的LRIG，屬性是黑。因為名字太麻煩所以隨便取了一個。
有類似抖M的性格，被阪奈迫問LRIG的秘密時也沒有回答。
由於阪奈幾乎完全靠自己的才智展開戰鬥，因此在戰鬥中作為阪奈的棋子遵從其指令。
說話方式恭謹有禮，卻會採取愛搞怪的輕率言行。
亞彌（聲：山岡百合）
鳴海的LRIG，屬性是藍。命名的由來是鳴海消失了的妹妹的名字。
稱呼鳴海為「哥哥」，戰鬥中也會用使他回想起妹妹的開朗聲音進行激勵。
但當他出現遊戲失誤並遭受傷害之時就會突變，採取暴力的態度。
多娜（聲：洲崎綾）
白井的LRIG，屬性是白。
對於不參加戰鬥導致記憶接連消失的白井感到擔憂，時不時地提醒他「去戰鬥吧」。
由于白井被千夏和里见算计，最后输掉对战，替换为白井的人格。
conflated篇被清衣等人问到关于黑暗LRIG的存在，并表示自己开始习惯作为白井的生活，也劝解不要再参与WIXOSS对战。
遲鈍子（聲：後藤沙緒里）
墨田壯的LRIG，屬性是黑。
性格軟弱，在平日遭受墨田的語言暴力時說出口的「對不起」，「抱歉」等謝罪的詞句成為了其口頭禪。
在墨田與千夏的對決，由於墨田敗北，而成功替換為墨田的人格。
雪目（聲：生天目仁美）
雪野篝的LRIG，屬性是红。
巫女装扮，在篝战败后成功替換為篝的人格。之后以篝的身份去过人类生活，感到无聊乏味，在千夏的面前跳桥自杀。
媽媽（聲：渡部紗弓）
莉緒的LRIG，屬性是綠。
正如其名字一般，經常用母親一樣的溫柔笑容看護着莉緒，戰鬥中也使用平穩的口氣，以確實的忠告支援幼小的她進行戰鬥。
皮露露可（聲：篠田南）
水嶋清衣的LRIG，属性为蓝。
和前系列的“皮露露可”一样，具有透视对方内心记忆的能力。
狂歡節（聲：阿澄佳奈）
里见红的LRIG。
特技"Joker",具有更變任何一張卡輔助卡牌及更變我方队长特技的能力。
里见红跟鈴子对战落败後，狂歡節藉機搶佔了里见红的肉身。
蕾拉（配音：鬼头明里）
枫的LRIG，性格狂热并具有挑衅性。
能力为提高攻击力但会收到攻击时的伤害反噬。
在没被替换的枫和清衣的对战中，诱使枫黑化来强行攻击清衣但因此自损战败，从而成功替换了枫的人格。
小憶（Remember，配音：葵井歌菜）
清衣在Selector系列中第一个LRIG，最早在外传《peeping analyze》出现，之后也在Selector incited中清衣的回忆中出现。
作为人类时，小时候是學校的受歡迎同學，並不斷欺凌过清衣，在成为清衣的LRIG后清衣没认出，对战胜出后取代了清衣的肉体并害死了坂口歩美。在亚美花持有作为LRIG的清衣时以清衣的肉体身份相遇，清衣阻止亚美花成为LRIG而导致Remember胜出。原本想回到自己的肉体但被自己肉体的持有者将其長期封藏，直到露子结束了Selector系列的对战才恢复人类身份。
恢复成為人类後，也無法擺脫被長期封藏帶來的心理傷痕，就讀高中時更被其他同學排擠。之后認定自己的失落是因為不能欺凌清衣，被Lostorage的对战看上，重新成为LRIG而被苍井晶持有。

### 前作人物
小湊露子（配音：加隈亞衣）
小玉（配音：久野美咲）
借住在小湊家的女孩，原為白色房間原主繭的創造的LRIG之一，但在繭被超渡後因為露子的願望，與小雪融合成為人類。
紅林遊月/遊月（配音：佐倉綾音）
前作Selector篇的人物，本作中升為高中生，並在卡牌商店打工，阪奈曾向她打聽過去WIXOSS對戰的情報，但遊月僅告誡她不要涉入其中。
花代（配音：川澄綾子）
本名雲上華代，前作Selector篇曾當過LRIG的女高中生，Conflaged篇中再度被夢限選中，成為遊月的LRIG。
植村一衣（配音：茅野愛衣）
綠子（配音：高橋未奈美）
本名市川綠，前作Selector篇曾當過LRIG的女高中生，Conflaged篇中再度被夢限選中，成為一衣的LRIG。
蒼井晶（配音：赤﨑千夏）
前作Selector篇的人物，人氣雜誌模特兒，性格陰險，經常於對戰中嘲諷對手。在前作的對戰中曾與身為皮露露可的清衣組隊，但卻三度敗北導致右臉上留下大傷疤，篇末因受到烏莉絲的影響，思想變得更加扭曲。
Conflaged篇中，認為大傷疤令她「只能」成為諧星，因此感到憤憤不平，並把自己的「不幸」全怪罪為清衣太弱。意外再度得到米露露恩成為選擇者後，打算向清衣復仇，結果因為清衣使用鑰匙牌慘遭秒殺，米露露恩也被奪走。第7集找到狂歡節要求分配她與清衣對戰，正當狂歡節表示自己並非紀錄者時，因為夢限的分配意外成為小憶的主人，兩人因皆對清衣有仇而一拍即合，隨後便聽從她的建議綁架清衣的朋友亞美花，以此將清衣引誘至車庫，並在對戰中單方面虐待她，卻不料繩結不夠堅固導致亞美花自行逃脫，最終被重新振作的清衣擊敗後，輸光硬幣含淚消失，消失前明白生命的可貴。
第12集末因為清衣解放了白色房間而復活，臉上的傷疤也就此消失，但卻選擇繼續當諧星，劇末以諧星的打扮出現被清衣看到。
米露露恩（配音：日高里菜）
晶的LRIG，最早於前作動畫《Selector spread WIXOSS》就和晶搭檔過，後在Conflaged篇中再度與她搭檔，性格天真活潑，似乎對再度成為LRIG沒有太多的負面想法。第二季第3集時打輸清衣而被帶走，後來還被清衣在與晶的決戰中，以鑰匙牌召喚來倒戈，用硬幣技「意外」反制小憶的能力。第12集末變回人類後在公園恰巧碰見了花代和綠子。
小雪（配音：瀨戶麻沙美）
白色房間原主繭的創造的LRIG之一，前作《Selector spread WIXOSS》中與小玉融合成新LRIG繭之後就此下落不明，但實際上她卻一直活在成為人類後的小玉心中，Conflaged篇中感受到白色房間的異變，而開始呼喚小玉。在小玉遭到房間囚禁時，以僅剩的力量代替她被囚，並在小玉再度回來時，重申了繭對他們倆人的意志後，幫助她找到了房間的出口重獲自由。

### 其他角色
桥本亚美花（配音：大和田仁美）
外传《peeping analyze》中，清衣在Selector系列最后一次作为LRIG时的主人，与坂口歩美容貌相近。在一次对战意外发现了清衣被LRIG替代后的本人，并对战中作为LRIG的清衣阻止了其成为新LRIG的机会。之后conflated篇中清衣本人重新与其相遇。担心为了终结WIXOSS对战而努力的清衣本人。
坂口歩美（配音：大和田仁美）
外传《peeping analyze》中，清衣的同班同学，曾经经常缠着作为人类时的清衣玩WIXOSS纸牌游戏。由于一次交通意外而昏迷，清衣有愧于此而投入到WIXOSS对战中，在胜利后清衣成为LRIG后，却发现代替其实现愿望的LRIG实际是强行害死了她。清衣在Lostorage系列里丢失重要记忆中的人。

## 電視動畫

### 製作人員
- 原作：LRIG
- 導演：櫻美勝志（第1期）、吉田里紗子（第2期）
- 劇本統籌：土屋理敬（日语：土屋理敬）
- 角色原案：（第1期）／坂井久太、鈴木真夏（第2期）
- LRIG角色原案：Hitoto*（第1期）
- 角色設計：佐藤嵩光
- 美術監督：柳原拓巳
- 色彩設計：日野亞朱佳
- 攝影監督：福世晉吾
- 剪輯：後藤正浩（第1期）、須藤瞳（第2期）
- 音響監督：岩浪美和
- 音響效果：小山恭正
- 錄音調整：山口貴之
- 音樂：井內舞子
- WIXOSS監修：山口朋
- 動畫製作：J.C.STAFF
- 製作：Project Lostorage

### 主題曲
第1期
片頭曲「Lostorage」
作詞：KOTOKO，作曲、編曲：井內舞子，主唱：井口裕香
片尾曲「undeletable」
作詞：矢吹香那，作曲・編曲：前口涉，主唱：Cyua
第2期
片頭曲「UNLOCK」
作詞：分島花音，作曲、編曲：中澤伴行，主唱：井口裕香
片尾曲「I」
作詞：矢吹香那，作曲、編曲：前口涉，主唱：Cyua

### 各話列表
| 話數               | 日文標題         | 中文標題           | 劇本             | 分鏡              | 演出              | 作畫監督 | 總作畫監督                 |
| 第1期『incited』   | 第1期『incited』 | 第1期『incited』   | 第1期『incited』 | 第1期『incited』  | 第1期『incited』  | 第1期『incited』 | 第1期『incited』           |
| ------------------ | ---------------- | ------------------ | ---------------- | ----------------- | ----------------- | --- | -------------------------- |
| 第1話              |                  | 記憶／裏與表       | 土屋理敬         | 櫻美勝志          | 櫻美勝志          | 佐藤嵩光、安野將人 中西愛、山口杏奈                                                                                            | 佐藤嵩光 安野將人          |
| 第2話              |                  | 少女／理想與現實   | 土屋理敬         | 二瓶勇一          | 小野田雄亮        | 森七奈、山口杏奈 坂本哲也、上田峰子 前田百合子、芝田千紗                                                                       | 藤井昌宏 安野將人          |
| 第3話              |                  | 選擇／蜜與毒       | 待田堂子         | 倉川英揚          | 森義博            | 山內則康、鎌田均 BSP、Hwang In Chcol 金正男、吉岡幸惠 齊藤美香、芝田千紗                                                       | 佐藤嵩光 藤井昌宏          |
| 第4話              |                  | 再會／光明與混沌   | 和場明子         | 佐山聖子          | 佐山聖子          | 森七奈、坂本哲也 山口杏奈、上田峰子 奧田哲平、藤部生馬                                                                         | 安野將人                   |
| 第5話              |                  | 朋友／羈絆與枷鎖   | 和場明子         | 篠原正寬          | 篠原正寬          | 前田百合子、芝田千紗 小淵陽介、前田義宏 山本雅章、清水博幸 吉岡幸惠                                                            | 佐藤嵩光 藤井昌宏          |
| 第6話              |                  | 戰鬥／過去與現在   | 土屋理敬         | 橋本敏一          | 橋本敏一          | 上田峰子、齊藤美香 淺川翔、金澤龍 佐野遙香                                                                                     | 藤井昌宏                   |
| 第7話              |                  | 進化／純白與漆黑   | 待田堂子         | 倉川英揚          | 櫻美勝志          | 坂本哲也、藤部生馬 山口杏奈、李少雷                                                                                            | 安野將人                   |
| 第8話              |                  | 黑暗／渴望與喪失   | 和場明子         | 佐山聖子          | 笠井賢一          | 芝田千紗、坂本哲也 金澤龍、小淵陽介 前田義宏、上田峰子 佐藤嵩光、藤部生馬                                                      | 佐藤嵩光 藤井昌宏 安野將人 |
| 第9話              |                  | 真實／終結與開始   | 土屋理敬         | 二瓶勇一          | 森義博            | 山內則康、梶浦紳一郎 糸島雅彥、佐野遙香                                                                                        | 藤井昌宏                   |
| 第10話             |                  | 捕食／悲劇與喜劇   | 和場明子         | 篠原正寬          | 篠原正寬          | 前田百合子、山口杏奈 山本雅章、藤部生馬 李小雷                                                                                 | 安野將人                   |
| 第11話             |                  | 二人／鈴子與千夏   | 待田堂子         | 佐山聖子          | 佐山聖子          | 上田峰子、前田義宏 芝田千紗、佐野遙香                                                                                          | 藤井昌宏                   |
| 第12話             |                  | 黎明               | 土屋理敬         | 櫻美勝志          | 櫻美勝志          | 坂本哲也、前田百合子 佐野遙香、山口杏奈 藤部生馬、齋藤美香 李少雷                                                              | 佐藤嵩光 安野將人 藤井昌宏 |
| 第2期『conflated』 |                  |                    |                  |                   |                   | |                            |
| 第1話              |                  | 預兆／黎明與未明   | 土屋理敬         | 吉田里紗子        | 吉田里紗子        | 佐藤嵩光、大木良一 村上雄、佐野遙香 加藤愛、手島勇人 櫻井司、岩崎光                                                            | 佐藤嵩光 谷口元浩          |
| 第2話              |                  | 理由／迷惑與覺悟   | 土屋理敬         | 吉田里紗子        | 森田靜二          | 佐藤嵩光、青木健一郎 八重樫洋平、鈴木彩乃 岩崎亮、藪田祐希 鶴元慎子                                                            | 佐藤嵩光                   |
| 第3話              |                  | 啟動／日常與非日常 | 杉原研二         | 宮浦栗生          | 久保山英一        | 藤井昌宏、青木健一郎 八重樫洋平、三橋櫻子 永井里奈、                                                                           | 藤井昌宏                   |
| 第4話              |                  | 亂立／敗者與勝者   | 玉井☆豪          | 中原禮            | 津田義三          | 大森理惠、北島勇樹 壽夢龍、浦島美紀 古德真美                                                                                   | 佐藤嵩光                   |
| 第5話              |                  | 集結／漩渦與濁流   | 土屋理敬         | 吉田里紗子        | 森田靜二          | 三橋櫻子、鶴元慎子 趙曉昕、青木健一郎 藤井昌宏                                                                                 | 藤井昌宏                   |
| 第6話              |                  | 決意／溫度與痛楚   | 玉井☆豪          | 宮浦栗生          | 駒屋健一郎        | 佐藤嵩光、藤井昌宏 谷口元浩、村上雄 青木健一郎、迫由里香 鈴木彩乃、藪田裕希 中熊太一、河西睦月                                 | 佐藤嵩光 藤井昌宏 谷口元浩 |
| 第7話              |                  | 執著／策略與陷阱   | 杉原研二         | 川島宏            | 清水一伸          | 藤井昌宏、佐藤嵩光、芝田千紗 青木健一郎、迫由里香、鶴本慎子 小川浩司、舘崎大、畠山佳苗 鈴木彩乃、植竹康彦、林信                | 佐藤嵩光 藤井昌宏          |
| 第8話              |                  | 羈絆／罪孽與懲罰   | 玉井☆豪          | 中原禮            | 清水一伸          | 鈴木彩乃、金正男 船越麻友美、永井里奈 雨宮英雄、鶴本慎子 藤井昌宏、佐藤嵩光 青木健一郎、芝田千紗                               | 藤井昌宏 佐藤嵩光          |
| 第9話              |                  | 接觸／鑰匙與鎖孔   | 杉原研二         | 頂真司            | 森田侑希          | 佐藤嵩光、青木健一郎 迫由里香、芝田千紗 三橋櫻子、櫻井司 鈴木彩乃、兒玉光 河野直人、中熊太一 河原久美子、三鷹一駅              | 藤井昌宏 佐藤嵩光          |
| 第10話             |                  | 前夜／信賴與背叛   | 土屋理敬         | 廣尾進            | 清水アキラ        | 山本徑子、邱明哲 桝井一平、那須野文 安齋佳惠、德川惠梨 、森悅史 清水博幸、奧野浩行 鈴木彩乃、芝田千紗 青木健一郎               | 佐藤嵩光 藤井昌宏          |
| 第11話             |                  | 選擇／對戰與對戰   | 玉井☆豪          | 川島宏            | 川島宏 小野田雄亮 | 永井里奈、三橋櫻子 鈴木彩乃、迫由里香 芝田千紗、鶴本慎子 藤井昌宏                                                              | 藤井昌宏                   |
| 第12話             |                  | 光                 | 土屋理敬         | 吉田里紗子 吉田徹 | 吉田里紗子        | 鈴木彩乃、鶴元慎子、金正男 船越麻友美、植竹康彥、森悅史 栗原芙姬、中熊太一、三橋櫻子 河原久美子、藤井昌宏、青木健一郎 芝田千紗 | 佐藤嵩光 藤井昌宏          |

### 藍光&DVD
| 卷數                | 發售日期          | 收錄話數          | 規格編號          | 規格編號          |
| 卷數                | 發售日期          | 收錄話數          | 藍光初回版        | DVD初回版         |
| 第一期『incited』   | 第一期『incited』 | 第一期『incited』 | 第一期『incited』 | 第一期『incited』 |
| ------------------- | ----------------- | ----------------- | ----------------- | ----------------- |
| 1                   | 2016年12月21日    | 第1話～第2話      | 1000634524        | 1000634468        |
| 2                   | 2017年1月25日     | 第3話～第4話      | 1000634525        | 1000634458        |
| 3                   | 2017年2月22日     | 第5話～第6話      | 1000634526        | 1000634459        |
| 4                   | 2017年3月29日     | 第7話～第8話      | 1000634527        | 1000634460        |
| 5                   | 2017年4月26日     | 第9話～第10話     | 1000634528        | 1000634461        |
| 6                   | 2017年5月24日     | 第11話～第12話    | 1000634529        | 1000634462        |
| 第二期『conflated』 |                   |                   |                   |                   |
| 1                   | 2018年8月30日     | 第1話～第4話      | 1000725559        | 1000725562        |
| 2                   | 2018年10月25日    | 第5話～第8話      | 1000725560        | 1000725563        |
| 3                   | 2018年12月20日    | 第9話～第12話     | 1000725561        | 1000725564        |
| box                 | 2018年12月20日    | 第1話～第12話     | 1000725565        |                   |

## 外部連結
- 電視動畫『Lostorage incited WIXOSS』官方網站 （页面存档备份，存于）（日語）
- 電視動畫『Lostorage conflated WIXOSS』官方網站 （页面存档备份，存于）（日語）
- 電視動畫『Lostorage conflated WIXOSS』官方的X（前Twitter）（日語）